# Grande anima
Grande anima è l'ottavo album in studio del rapper italiano Clementino, pubblicato il 25 luglio 2025 dalla Sony Music.

## Tracce
Testi di Clemente Maccaro, eccetto dove indicato.
1. Risveglio (con Endly) – 2:04 (musica: Giuseppe Caliendo, Alessio Busanca)
2. Dolce come il miele (feat. Settembre) (con LDO) – 3:12 (musica: Luigi Castaldo, Raffaele Salapete)
3. Sorridi e vuoi fumare (con Cocobeatz) – 2:36 (musica: Gabriele Salvatore Coco, Manuel Rosto)
4. Cielo e terra (con Francesco Varchetta) – 2:38 (musica: Francesco Varchetta, Luigi Ferrara)
5. Aspettando questa notte (con Cocobeatz) – 2:50 (testo: Clemente Maccaro, Francesca Bombino – musica: Gabriele Salvatore Coco, Mario Fanizzi)
6. Batte il cuore (con LDO) – 2:34 (testo: Clemente Maccaro, Francesca Bombino – musica: Luigi Castaldo, Mario Fanizzi, Raffaele Salapete)
7. Il codice dell'anima (feat. Gigi D'Alessio) (con LDO) – 3:18 (testo: Clemente Maccaro, Luigi D'Alessio – musica: Luigi D'Alessio, Luigi Castaldo, Raffaele Salapete)
8. Costa Rica (con LDO, Canova) – 3:04 (musica: Luigi Castaldo, Michele Canova Iorfida, Raffaele Salapete, Francesco Varchetta)
9. Nuie pe' semp' (con Endly) – 3:22 (testo: Clemente Maccaro, Francesca Bombino – musica: Giuseppe Caliendo, Mario Fanizzi, Francesco Varchetta, Silvestro Saccomanno, Luigi Ferrara)
10. Pianeti (feat. Negrita) (con LDO, Endly) – 2:45 (testo: Clemente Maccaro, Francesca Bombino – musica: Luigi Castaldo, Giuseppe Caliendo, Mario Fanizzi, Paolo Bruni, Enrico Salvi, Cesare Petricich)
11. Int 'e parole (con Endly, LDO) – 2:22 (testo: Clemente Maccaro, Francesca Bombino – musica: Francesca Bombino, Luigi Castaldo, Giuseppe Caliendo, Mario Fanizzi, Raffaele Salapete)
12. Parlo 'e te (luna rossa) (feat. Ste) (con LDO) – 3:04 (testo: Clemente Maccaro, Stephani Ojemba, Vincenzo De Crescenzo – musica: Luigi Castaldo, Antonio Viscione, Raffaele Salapete)
13. Che fai stasera (feat. Greg Rega, Calmo, Ugo Crepa) (con LDO) – 2:59 (testo: Clemente Maccaro, Francesca Bombino, Gregorio Rega, Luigi Ferrara, Ugo Pronesti – musica: Luigi Castaldo, Mario Fanizzi, Luigi Calmo, Silvestro Saccomanno)
14. Giorni nostri (con Endly) – 3:08 (musica: Giuseppe Caliendo, Raffaele Salapete)
15. Guardando la luna (Napoli RMX) (con Canova) – 3:18 (musica: Gonzalo Julián Conde, Santiago Alvarado, P.L. Dominguez Quevedo, Francisco Zecca)